# Aït Merghad
Les Aït Merghad (en tamazight : ⴰⵢⵜ ⵎⵔⵖⴰⴷ ) sont une tribu berbère qui occupent une grande partie du Haut-Atlas central et oriental, à cheval sur les palmeraies présahariennes et les sommets de la chaîne atlassique. La vallée du Ghéris constitue leur foyer central, mais il la débordent, au sud sur celle du Ferkla, à l’ouest sur celle du haut Dadès et au nord-est sur celles du Ziz et de la Haute Moulouya.
Aujourd’hui, les Aït Merghad comptent environ près de 500 familles.